# Empodium veratrifolium
Empodium veratrifolium là một loài thực vật có hoa trong họ Hypoxidaceae. Loài này được (Willd.) M.F.Thomps. mô tả khoa học đầu tiên năm 1972.